# Суб'єктивність
Суб'єктивність — це прояв уявлень людини (суб'єкта) про навколишній світ, її точки зору, почуттів, переконань та бажань. У філософії цьому терміну зазвичай протиставляють об'єктивність.
На побутовому рівні суб'єктивність — це ставлення до чогось лише згідно з особистими поглядами, інтересами або смаками; відсутність об'єктивності. При цьому відбувається нехтування інтересами інших. В цьому значенні виступає синонімом слова упередженість.

## Кваліа
Суб'єктивність може бути проявом конкретної, відмінної від інших інтерпретації будь-якого аспекту досвіду. Досвід завжди є унікальним для людини, що переживає його, кваліа цієї людини, які існують лише у її свідомості. Хоча джерело досвіду, як вважають, є «об'єктивним» і доступним кожному, (як, наприклад, кожному доступна довжина хвилі конкретного променя світла), досвід сам по собі доступний лише суб'єкту (якість світла — його колір).
Суб'єктивність часто зустрічається в теоретичних побудовах, вимірах і концепціях, всупереч бажанню тих, хто намагається бути об'єктивним, і в більшості галузей метою є уникнути суб'єктивності в наукових або математичних твердженнях і експериментах. У багатьох наукових галузях, таких як фізика, біологія, інформатика, хімія намагаються усунути суб'єктивність зі своєї методології, теорії і результатів, і це сьогодні становить значну частину процесу дослідження в цих царинах.
Незважаючи на це, суб'єктивність є єдиним способом, за допомогою якого ми пізнаємо світ, математично, науковими методами чи іншим шляхом. Ми поділяємо суб'єктивність на загальнолюдську та індивідуальну, і всі теорії і філософські концепції, які формують наше розуміння математики, науки, літератури, будь-яке поняття, яке ми маємо про світ, засноване на загальнолюдській або індивідуальній точці зору. Суб'єктивність всередині нас є єдиною істиною, попри припущення про суб'єктивність «істини», яке ми робимо. Створення світогляду всередині нас є суб'єктивним, поряд з існуванням концепції відкриття або створення ідей.
Цей термін протистоїть поняттю об'єктивності, яке використовують для опису загальнолюдського уявлення про Всесвіт у тому вигляді, як він є, з позиції, вільної від людського сприйняття і впливу, без загальнолюдського культурного втручання, минулого досвіду і незалежно від очікуваного результату.